# Karangsari (Darma)
Karangsari is een bestuurslaag in het regentschap Kuningan van de provincie West-Java, Indonesië. Karangsari telt 1788 inwoners (volkstelling 2010).